# Cantó de Tramayes
El cantó de Tramayes és un cantó francès del departament de Saona i Loira, situat al districte de Mâcon. Té 9 municipis i el cap és Tramayes.

## Municipis
- Bourgvilain
- Clermain
- Germolles-sur-Grosne
- Pierreclos
- Saint-Léger-sous-la-Bussière
- Saint-Pierre-le-Vieux
- Saint-Point
- Serrières
- Tramayes

## Història
| Data d'elecció                           | Identitat                | Partit           | Qualitat |
| ---------------------------------------- | ------------------------ | ---------------- | -------- |
| 19445-1951                               | Eugène Chollet           | SFIO             |          |
| 1951-1970                                | Benoît Quelin            | CNIP             |          |
| 1970-1976                                | Jean Lefort              | RI               |          |
| 1976-1982                                | Pierre Chelle            | PS               |          |
| 1982-1988                                | Gersende de Quatrebarbes | Divers droite    |          |
| 1988-1994                                | Jean Guillaud            | Divers gauche    |          |
| 1994-                                    | Maurice Bénas            | UDF, després UMP |          |
| les dades anteriors no són pas conegudes |                          |                  |          |
|                                          |                          |                  |          |

## Demografia
| A partir de 1990: Població sense dobles comptes |